# Leptostomum menziesii
Leptostomum menziesii är en bladmossart som beskrevs av R. Brown 1811. Leptostomum menziesii ingår i släktet Leptostomum och familjen Bryaceae. Inga underarter finns listade i Catalogue of Life.